# Francie na Letních olympijských hrách 1908
Francii na Letních olympijských hrách v roce 1908 v Londýně reprezentovala výprava 208 sportovců (208 mužů, žádná žena) v 13 sportech.

## Medailisté
| Medaile | Jméno                                                                                    | Sport                | Soutěž                       |
| ------- | ---------------------------------------------------------------------------------------- | -------------------- | ---------------------------- |
| Zlato   | Eugène Grisot                                                                            | Lukostřelba          | Muži Continental style 50 m  |
| Zlato   | André Auffray Maurice Schilles                                                           | Cyklistika           | Muži tandem                  |
| Zlato   | Gaston Alibert                                                                           | Šerm                 | Muži kord                    |
| Zlato   | Gaston Alibert Herman Georges Berger Charles Collignon Eugène Olivier                    | Šerm                 | Družstvo mužů kord           |
| Zlato   | Emile Thubron                                                                            | Vodní motorismus     | Class A                      |
| Stříbro | Louis Vernet                                                                             | Lukostřelba          | Muži Continental style 50 m  |
| Stříbro | Géo André                                                                                | Atletika             | Muži skok vysoký             |
| Stříbro | Émile Demangel                                                                           | Cyklistika           | Muži 660 yardů               |
| Stříbro | Maurice Schilles                                                                         | Cyklistika           | Muži 5000 m                  |
| Stříbro | Alexandre Lippmann                                                                       | Šerm                 | Muži kord                    |
| Bronz   | Gustave Cabaret                                                                          | Lukostřelba          | Muži Continental style 50 m  |
| Bronz   | Joseph Dreher Louis Bonniot de Fleurac Paul Lizandier                                    | Atletika             | Družstvo mužů 3 mile         |
| Bronz   | André Auffray                                                                            | Cyklistika           | Muži 5000 m                  |
| Bronz   | Octave Lapize                                                                            | Cyklistika           | Muži 100 km                  |
| Bronz   | Eugène Olivier                                                                           | Šerm                 | Muži kord                    |
| Bronz   | Louis Ségura                                                                             | Sportovní gymnastika | Muži víceboj – jednotlivci   |
| Bronz   | Henri Arthus Louis Potheau Pierre Rabot                                                  | Jachting             | Třída 6 m                    |
| Bronz   | Henri Bonnefoy Paul Colas Léon Lécuyer André Regaud                                      | Sportovní střelba    | Družstvo mužů 50 metrů puška |
| Bronz   | Eugène Balme Albert Courquin Raoul de Boigne Léon Johnson Maurice Lecoq André Parmentier | Sportovní střelba    | Družstvo mužů 300 m puška    |